# كأس أرمينيا 1995–96
كأس أرمينيا 1995–96 هو الموسم 5 من كأس أرمينيا. أقيم خلال الفترة 31 أغسطس 1995 وحتى 28 مايو 1996، وأشرف على تنظيمه اتحاد أرمينيا لكرة القدم، وكان عدد الأندية المشاركة فيه 19، وفاز فيه بيونيك يريفان.